# Newsmakers – Terror hat ein neues Gesicht
Der russisch-schwedische Actionfilm Newsmakers – Terror hat ein neues Gesicht (russisch Горячие новости), auch Raid of Death, aus dem Jahr 2009 ist eine Neuverfilmung des chinesischen Films Breaking News.

## Handlung
Eine Polizeieinheit um Leutnant Smirnow beschattet eine Diebesbande, die für mehrere Überfälle auf Geldtransporter verantwortlich ist. Dabei kommt es zu einer Schießerei, bei dem mehrere Polizisten umkommen. Auf der Flucht der Verbrecher kommt es zu einem weiteren Schusswechsel, der von einem zufällig anwesenden Fernsehteam gefilmt wird. Wieder können die Diebe entkommen, auch wenn einer von ihnen stirbt.
Nach der Ausstrahlung des Videos im Fernsehen muss die Moskauer Polizei einen schweren Imageverlust hinnehmen. Währenddessen verschanzt sich die Diebesbande in einem Wohnblock und nimmt dort Geiseln. Während Smirnow und seine Leute in dem Haus nach den Verbrechern suchen, entscheidet Katja, die PR-Chefin der Polizei, dass die Befreiung der Geiseln durch eine Spezialeinheit durchgeführt und live im Fernsehen übertragen wird, um den Ruf der Polizei bei der Bevölkerung wieder zu verbessern.
Das Wohnhaus wird evakuiert, und nur Smirnow bleibt trotz mehrmaliger Bitte Katjas, das Haus zu verlassen, zurück, da er den Tod seiner Kollegen persönlich rächen will. Die Übertragung ist zwar ein voller Erfolg, allerdings gestaltet sich die Befreiung der Geiseln schwierig. Erst nach mehrmaligen Schusswechseln verlassen die Geiseln unter einem Bettlaken das Haus. Bis auf den Wortführer werden alle Geiselnehmer getötet oder festgenommen.
Dieser nimmt Katja als Geisel und flieht. Dabei wird er von Smirnow verfolgt. Nachdem er weitere Menschen erschossen hat, droht er Katja zu erschießen, wird aber zuvor von Smirnow niedergestreckt.
Im Abspann ist zu sehen, wie der Polizeichef von Moskau Katja und Smirnow dankt.